# Ranuccio I. Farnese

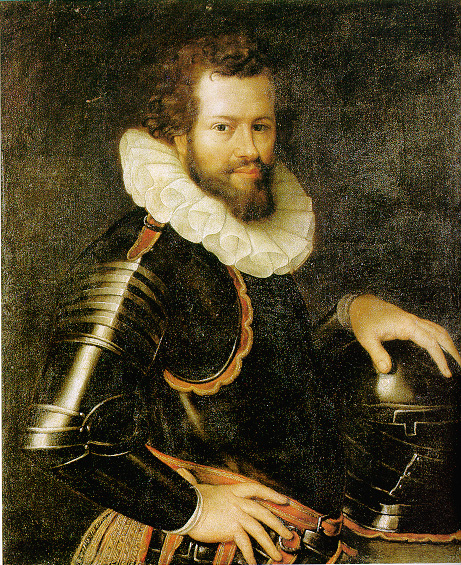
Ranuccio I. Farnese

Ranuccio I. Farnese (* 28. März 1569; † 5. März 1622) war Herzog von Parma und Piacenza. Er gehörte dem in Parma und Piacenza regierenden herzoglichen Hause Farnese an. Mit dem Tod seines Vaters am 3. Dezember 1592 erbte er dessen Herzogtümer.

## Leben
Farnese war der Sohn des spanischen Heerführers Alessandro Farnese und dessen Frau Maria (geborene d’Aviz; † Juli 1577) einer Verwandten des portugiesischen Königs Sebastian. Seinen Vater sah er nur selten, da dieser die spanischen Truppen in Flandern befehligte. Seine Mutter starb, als er erst 8 Jahre alt war. Seine erste Ausbildung erhielt durch den Gelehrten Pomponio Torelli. 1582 wurde in die Schule nach Bologna und im Oktober 1584 nach Padua geschickt.
Im Juni 1582 reiste er nach Mantua, um seine Schwester Margherita (* 7. November 1567, † 13. April 1643) zurückzuholen, die seit dem 2. März 1581 mit Vincenzo I. Gonzaga verheiratet war. Die Ehe hatte zur Annäherung der beiden Familien führen sollen, sie wurde jedoch am 9. Oktober 1583 von Karl Borromäus aufgrund einer angeborenen Behinderung des Mädchens für nichtig erklärt. Dies führte zu Unstimmigkeiten zwischen den Familien. Seine Versuche 1578 Ansprüche auf dem portugiesischen Thron bei der Nachfolge Sebastians zu erheben blieben erfolglos. Kurzzeitig diente er in einem Regiment seines Vaters, doch dieser schickte ihn wegen seines eigenwilligen Charakters zurück. Beim Tod seines Vaters am 3. Dezember 1592 hinterließ ihm dieser sehr hohe Schulden.
Im Jahr 1617 erteilte er den Auftrag das Teatro Farnese in Parma zu errichten.
Farnese war seit dem 7. Mai 1600 mit Margherita Aldobrandini (* vor 1585 oder 1586; † 9. August 1646), der Tochter Gianfrancesco Aldobrandinis, verheiratet. Sie war eine Verwandte des Papstes Clemens VIII. Seine Frau führte nach seinem Tod die Herzogtümer, da ihr Sohn Odoardo noch minderjährig war. Die Ehe stand unter keinem guten Stern, seine Frau erlitt zunächst mehrere Fehl- und Frühgeburten, die alle tödlich endeten. Der erstgeborene Sohn Alessandro kam 1610 gehörlos zur Welt, so dass er nicht für die Nachfolge in Frage kam. 1612 wurde ein hörender Sohn geboren.
Farnese hatte mit ihr neun Kinder, von denen fünf erwachsen wurden:
- Alessandro Farnese (* 5. September 1610; † Juli 1630)
- Odoardo I. Farnese (1612–1646), Herzog von Parma und Piacenza ab 1622
- Maria Farnese (* 18. Februar 1615; † 25. Juli 1646) ⚭ 11. Januar 1631 Francesco I. d’Este (1610–1658), Herzog von Modena
- Vittoria Farnese (* 29. April 1618; † 10. August 1649) ⚭ 12. Februar 1648 Francesco I. d’Este, Herzog von Modena
- Francesco Maria Farnese (* 8. August 1619; † 12. Juli 1647), 1644 Kardinal.

Farnese hatte 1605, ausgelöst durch die Fehlgeburten seiner Frau und die nicht gesicherte Erbfolge, seinen unehelichen Sohn Ottavio (* 1598), der aus einer Beziehung mit Briseide Ceretoli stammte, legitimieren lassen. Als Odoardo seine Nachfolge antrat, beschuldigte er Ottavio sich die Güter, die sein Vater ihm einst durch die Legitimierung zugesprochen hatte, erschlichen zu haben. Er ließ den Stiefbruder 1621 in Parma einsperren, wo er 1643 starb.